# Omicron2 Cygni
Título a ser usado para criar uma ligação interna é Omicron2 Cygni.
Omicron2 Cygni (32 Cygni) é uma estrela na direção da constelação de Cygnus. Possui uma ascensão reta de 20h 15m 28.32s e uma declinação de +47° 42′ 51.1″. Sua magnitude aparente é igual a 3.96. Considerando sua distância de 1109 anos-luz em relação à Terra, sua magnitude absoluta é igual a −3.70. Pertence à classe espectral K3Ib-II comp. É uma estrela variável algol.